# 許遠東
許遠東（1927年5月22日—1998年2月16日），臺灣苗栗縣竹南鎮人。臺北市立成功高級中學與國立台灣大學政治學系畢業。歷任台灣財政金融界公股要職。

## 生平
1927年出生後4個月，即舉家遷到台北謀生。1935年就讀龍山公學校，1941年就讀台北州立第二中學，1945年10月，考上國立台灣大學先修班，次年10月，進入台灣大學法學院政治系就讀。
1947年1月，中國發生北京大學女學生沈崇被美軍軍人欺負事件，國立台灣大學與國立台灣師範大學學生在台北舉行反美遊行示威抗議，許遠東參加遊行並擔任掌旗。同年228事件暴發後，統治者大肆逮捕大學生及知識份子，許遠東到宜蘭和鶯歌避難。許遠東就讀台大政治系期間參加讀書會，涉及基隆市工作委員會案，於1949年9月2日深夜被國防部保密局逮捕。許遠東於1950年5月被送至位於內湖國小現址的台灣省保安司令部新生總隊。1951年3月被釋放，同年10月復學台大，1952年6月畢業。
1954年，曾與前總統李登輝、故司法院大法官洪遜欣、及故旅日實業家邱永漢等臺籍菁英應聘任教臺北市私立延平中學。
許遠東1953年進入台灣省合作金庫花蓮支庫任辦事員，1954年擔任合作金庫總行研究室辦事員，1959年為合作金庫儲蓄部企劃課長，1968年為合作金庫農貸部副理，1974年為合作金庫副總經理，1979年擔任土地銀行總經理，1980年擔任第一銀行總經理。1982年擔任財政部金融司司長，1984年擔任土地銀行董事長，1989兼任中華民國銀行公會理事長，1990年1月擔任中央銀行理事，1990年7月擔任台灣銀行董事長。
許遠東於1995年接替梁國樹擔任中華民國中央銀行總裁。1997年，亞洲金融風暴席捲多個亞洲國家，台灣未受嚴重影響，金融界認為乃許總裁操持有方。1998年2月16日，許遠東夫婦與時任央行外匯局長陳煌等高級官員一同到印尼巴里島參加東南亞中央銀行總裁聯合會年會，回程所搭的中华航空676号班机在將降落中正國際機場（今臺灣桃園國際機場）時坠毁于机场附近，飞机上包括许远东夫妇在内的196人全部遇难。李登輝總統指示央行總裁遺缺由彭淮南接任。
許遠東在央行總裁任內期間，央行副總裁為前任行政院副院長的邱正雄。

## 追思
許遠東逝世十週年之際，多位台灣金融要角邀請與許遠東生前交好的阿班·貝爾格四重奏團到台灣，於2007年5月14日為許遠東舉辦「追思音樂會」。

## 傳記出版
2010年10月3日，允晨文化發表許遠東傳記《台灣紳士許遠東》，由其女許秋暘及資深新聞工作者盧世祥執筆。書中透露許遠東對「外來政權」的反感，以及「台灣建立獨立國家」的信念；提到：「為何台灣人註定…在『外來政權』統治下，非得過著殖民地生活不可？難道這是台灣人的宿命嗎？我絕不接受這句話。」「台灣人日比一日增強了自覺的能力，終有一天，時機成熟，相信不經流血，台灣必定建立一個完完全全獨立的民主國家…。」另外，他還對時任行政院院長的蕭萬長對亞洲金融風暴的處理方式提出批評，也對1990年時任財政部長的王建煊大舉開放民間設立新銀行表示憂慮。

## 註解
1. ↑  成功人反抗體制 走出學術一片天 （页面存档备份，存于）, 新台灣新聞周刊, 2008/05/14
2. ↑  許秋暘、盧世祥，《臺灣紳士許遠東》（台北市：允晨文化，2010），頁50-55。
3. ↑  「吳三連台灣史料研究半月刊」第19期 劉明先生 口述歷史 （页面存档备份，存于）, 美國德州休士頓台灣同鄉會
4. ↑  創校五十週年紀念專輯錄 （页面存档备份，存于）, 延平中學, 2009
5. ↑  延平學院能否從二二八悲情中重生？ （页面存档备份，存于）, 新台灣新聞周刊, 2002/02/25
6. ↑  許秋暘，盧世祥，《臺灣紳士許遠東》（台北市：允晨文化，2010），頁316-323。
7. ↑  . 天下雜誌. 1994-11-03  [2008-05-14]. （原始内容存档于2012-07-28）.
8. ↑  . 台灣歷史辭典. 2004-05-18.[永久]
9. ↑  . 中時電子報. 2008-05-15.[永久]
10. ↑  . 自由時報. 2008-05-15  [2008-05-14]. （原始内容存档于2014-02-18）.
11. ↑  . 大紀元時報. 2004-05-18.
12. ↑  .   [2010-10-05]. （原始内容存档于2012-10-24）.

## 外部連結
- 認識央行歷任首長 （页面存档备份，存于）
- 許遠東先生暨夫人紀念文教基金會

| 中華民國政府職務 | 中華民國政府職務                                   | 中華民國政府職務 |
| ---------------- | -------------------------------------------------- | ---------------- |
| 行政院           |                                                    |                  |
| 前任： 梁國樹    | 中央銀行總裁 第十五任 1995年3月20日－1998年2月16日 | 繼任： 彭淮南    |